# Eguisheim
Eguisheim település Franciaországban, Haut-Rhin megyében. Lakosainak száma 1735 fő (2022. január 1.). Eguisheim Wintzenheim, Sainte-Croix-en-Plaine, Herrlisheim-près-Colmar, Obermorschwihr, Vœgtlinshoffen, Wettolsheim és Husseren-les-Châteaux községekkel határos.

## Népesség
A település népességének változása:
| Lakosok száma | 1743 | 1734 | 1782 | 1726 | 1723 | 1721 | 1722 | 1732 | 1735 |
|               | 2013 | 2015 | 2016 | 2017 | 2018 | 2019 | 2020 | 2021 | 2022 |